# يوج هاشيموتو
يُوجِ هاشيموتو (باليابانية: 橋本 雄二) (13 مايو 1970 في إيباراكي في اليابان – )؛ هو لاعب كرة قدم ياباني سابق كان يلعب كمدافع.

## وصلات خارجية
- يوج هاشيموتو على موقع رابطة كرة القدم اليابانية للمحترفين (اليابانية)
- يوج هاشيموتو على موقع عالم كرة القدم.نت (الإنجليزية)